# فري أوه تي بي
فري أوه تي بي (بالإنجليزية: FreeOTP) وهي اختصارٌ لعبارة كلمة مرور مجانيَّة لمرة واحدة (بالإنجليزية: Free one-time password)، هو برمجيَّة مصادقة حرة مفتوحة المصدر من إصدار ريد هات. ينفذ مصادقة متعددة العوامل باستخدام كلمة مرور لمرة واحدة مستندة إلى رمز مصادقة الرسالة القائم على التلبيد (اختصارًا HOTP) وكلمة مرور لمرة واحدة مستندة إلى الوقت (اختصارًا TOTP). يمكن إضافة الرموز عن طريق مسح رمز الاستجابة السريعة أو عن طريق إدخال تكوين الرمز يدويًا. وهو مرخص بموجب رخصة أباتشي 2.0، ويدعم أندرويد وآي أو إس.

## روابط خارجية
- الموقع الرسمي